# Harvest (닐 영의 음반)
| 전문가 평가                   | 전문가 평가 |
| 평가 점수                     | 평가 점수   |
| 출처                          | 점수        |
| ----------------------------- | ----------- |
| AllMusic                      | [ 2 ]       |
| Christgau's Record Guide      | B+          |
| Encyclopedia of Popular Music | [ 4 ]       |
| The Great Rock Discography    | 9/10        |
| MusicHound Rock               | 4/5         |
| Pitchfork                     | 9.3/10      |
| The Rolling Stone Album Guide | [ 4 ]       |
| Spin Alternative Record Guide | 7/10        |

《Harvest》는 1972년 2월 1일, 리프리즈 레코드에서 발표한 캐나다의 음악가 닐 영의 네 번째 스튜디오 음반으로, MS 2032를 카탈로그로 만들었다. 런던 심포니 오케스트라에는 유명한 게스트인 데이비드 크로스비, 그레이엄 내시, 린다 론스태트, 스티븐 스틸스, 제임스 테일러의 두 곡과 가창조곡이 연주되었다. 2주 동안 빌보드 200 차트 1위를 차지했고 빌보드 핫 100에서 31위를 차지한 〈Old Man〉과 〈Heart of Gold〉가 1위에 올랐다. 이 음반은 1972년 미국에서 가장 많이 팔린 음반이었다.

## 재발매
2002년 10월 15일, 《Harvest》는 디지털로 리믹스되어 DVD 오디오 포맷으로 다시 포맷되었다. 새로운 5.1 믹스는 방의 중앙에 있는 보컬과 후미 스피커의 드럼을 포함하는 파격적인 패닝으로 인해 사소한 논란의 대상이 되었다. 《Harvest》는 닐 영 아카이브 오리지널 릴리즈 시리즈의 일부로 2009년 7월 14일 HDCD 인코딩 CD와 디지털 다운로드에 리마스터되어 발매되었다. 2009년 12월 1일 180그램의 리마스터드 바이닐 에디션과 함께 영의 첫 4장 음반의 리마스터드 바이닐 에디션도 발매되었다. 또한 별도로 구할 수 있다.

## 곡 목록
모든 곡들은 닐 영에 의해 작사/작곡하였다.
| #  | 제목                               | 재생 시간 |
| -- | ---------------------------------- | --------- |
| 1. | 〈Out on the Weekend〉             | 4:35      |
| 2. | 〈Harvest〉                        | 3:11      |
| 3. | 〈A Man Needs a Maid〉             | 4:05      |
| 4. | 〈Heart of Gold〉                  | 3:07      |
| 5. | 〈Are You Ready for the Country?〉 | 3:33      |

| #  | 제목                                 | 재생 시간 |
| -- | ------------------------------------ | --------- |
| 1. | 〈Old Man〉                          | 3:24      |
| 2. | 〈There's a World〉                  | 2:59      |
| 3. | 〈Alabama〉                          | 4:02      |
| 4. | 〈The Needle and the Damage Done〉   | 2:03      |
| 5. | 〈Words (Between the Lines of Age)〉 | 6:40      |

## 인증
| 국가                                                  | 인증        | 판매량/출하량 |
| ----------------------------------------------------- | ----------- | ------------- |
| 프랑스 (SNEP)                                         | 다이아몬드  | 1,356,800     |
| 독일 (BVMI)                                           | 3× 골드     | 750,000^      |
| 이탈리아 (FIMI) since 2009                            | 골드        | 25,000*       |
| 네덜란드 (NVPI)                                       | 골드        | 25,000        |
| 노르웨이 (IFPI 노르웨이)                              | 실버        | 20,000        |
| 스페인 (PROMUSICAE)                                   | 플래티넘    | 100,000^      |
| 스위스 (IFPI 스위스)                                  | 플래티넘    | 50,000^       |
| 영국 (BPI)                                            | 3× 플래티넘 | 900,000^      |
| 미국 (RIAA)                                           | 4× 플래티넘 | 4,000,000^    |
| *판매량을 기반으로 한 인증 ^출하량을 기반으로 한 인증 |             |               |